# Copelatus dolosus
Copelatus dolosus är en skalbaggsart som beskrevs av Guignot 1956. Copelatus dolosus ingår i släktet Copelatus och familjen dykare. Inga underarter finns listade i Catalogue of Life.